# Amelie Du Vinage
Amelie Clara Minna Mathilde Du Vinage geb. von Skopnik (* 15. Mai 1877 in Glogau; † 8. Mai 1968 in Berlin) war eine deutsche Medizinerin.

## Leben und Tätigkeit
Du Vinage wurde als Amelie von Skopnik, Tochter des Hauptmanns Ernst von Skopnik (1840–1878) und seiner Frau Auguste, geb. Fritsch (1847–1880), geboren. Sie hatte eine Schwester, Elsa (* 1876), und einen Bruder, Ernst Albrecht Leopold Emil (* 1878). In ihrer Kindheit besuchte sie das Königliche Luisenstift in Potsdam.
Nach dem frühen Tod ihrer Eltern zog von Skopnik 1897 zusammen mit der Familie ihres Onkels von Schlesien nach Berlin. Dort besuchte sie ab 1898 auf Ermunterung ihrer der Frauenbewegung nahestehenden Tante Regula Frisch die von der Frauenrechtlerin Helene Lange angebotenen Gymnasialkurse für junge Frauen zur Vorbereitung auf das Abitur. Diese auf vier Jahre angelegten Kurse beendete sie 1900 nach zwei Jahren vorzeitig, um die Zeit bis zum Abitur zu verkürzen, und schrieb sich stattdessen bei einer Presse ein. Schließlich bestand sie das Abitur am 6. September 1901 am Gymnasium im schlesischen Schweidnitz.
Aufgrund einer schweren Erkrankung, die eine Operation zur Folge hatte, konnte von Skopnik nicht sofort das Studium aufnehmen, sondern musste eine längere Pause einlegen. Nach ihrer Genesung beschloss sie, der damals in Berlin sehr bekannten Ärztin Franziska Tiburtius nachzueifern und Medizin zu studieren. Dies tat sie in Bonn, Heidelberg, Berlin, Freiburg und München.
Am 3. April 1904 schloss von Skopnik das vorklinische Studium mit dem Physikum in Bonn ab. Zum Sommersemester 1906 wechselte sie an die Ludwig-Maximilians-Universität in München, wo sie Vorlesungen bei Ottmar von Angerer, Hans Schmaus und Emil Kraepelin besuchte. Das Staatsexamen bestand sie – als dritte Frau dieser Anstalt überhaupt – am 18. Januar 1907. Ihre Medizinalpraktikantenzeit absolvierte von Skopnik an der Kinderpoliklinik in München (28. Januar bis 1. April 1907) und im Lazarett des Waisenhauses der Stadt Berlin in Rummelsburg (ab 1. April 1907).
1907 wurde von Skopnik an der Ludwig-Maximilians-Universität in München mit einer von Otto von Bollinger betreuten Arbeit über Epithelcysten des Ösophagus zum Dr. med. promoviert. Sie war damit die vierte Frau, die an dieser Anstalt im Bereich Medizin promoviert wurde. Die medizinische Approbation erhielt sie am 27. Januar 1908.
1909 ließ von Skopnik sich als Ärztin in Berlin nieder, wo sie eine Praxis in der Pestalozzistraße betrieb. Hier lernte sie François Du Vinage (* 10. November 1863, † 21. Oktober 1927) kennen, einen aus einer Berliner Hugenottenfamilie stammenden Konsul und ab 1913 Gesellschafter der Kameruner Schürfgesellschaft mbH, dessen erste Ehefrau Beatrice Wolfssohn 1907 im Kindbett gestorben war. Beide heirateten am 28. Mai 1910 in Berlin. Aus der Ehe gingen zwischen 1911 und 1921 vier Töchter hervor. Nachdem sie 1911 noch kurz als Assistenzärztin am Marienkrankenhaus in Frankfurt tätig gewesen war, gab Du Vinage, wie sie nun hieß, ihren Beruf 1912 auf, um Hausfrau zu werden.
Aufgrund der Inflation der frühen 1920er Jahre verlor die Familie einen großen Teil ihres Vermögens. Nach dem Tod ihres Mannes, der am 21. Oktober 1927 an den Folgen eines Schlaganfalls starb, war Du Vinage gezwungen, ihre berufliche Tätigkeit wieder aufzunehmen, um die vier Kinder zu versorgen. Noch 1927 eröffnete sie eine Allgemeinpraxis in Berlin-Neukölln. Diese befand sich zunächst in der Joachim-Friedrich-Straße 52, später (ab 1931) in der Rothenburgstraße 36, der Roonstraße 31, im Hegewinkel 30 (1933) und zuletzt in der Hermannstraße 55 (1935 bis 1940). Außerdem leitete sie nebenberuflich die Säuglingsbetreuung in diesem Bezirk. Ebenfalls 1927 wurde sie Mitglied beim Bund Deutscher Ärztinnen. Von 1913 bis 1919 hatte sie zudem der Berliner Medizinischen Gesellschaft angehört.
Durch Veruntreuung und dubiose Risikogeschäfte ihres Liebhabers Heinrich Pfeifer, den sie auch als ihren Vermögensverwalter eingesetzt hatte, verlor Du Vinage 1930 und 1931 weitere Vermögenswerte. Pfeifer erhielt aufgrund seiner Vergehen in diesem Zusammenhang, die einen Gegenstand des umfangreichen Heynau-Prozesses vor dem Landgericht Stuttgart bildeten, eine mehrmonatige Haftstrafe.
Während des Zweiten Weltkriegs wurde Du Vinages Familie ausgebombt. Die letzten Kriegsmonate verbrachte sie im Harz, wo sie notdienstverpflichtet war. Anschließend zog sie mit ihren Töchtern an die Nordsee, wo sie drei Flüchtlingslager betreute. Anschließend praktizierte sie in Schleswig-Holstein, von wo aus sie 1947 nach Berlin zurückkehrte. Hier ließ sie sich in Lübars im Zehntweg (später Zehntwerderweg) 141a nieder. Hernach war sie noch zwanzig Jahre lang (bis 1967) als Ärztin in Berlin tätig, zuletzt von 1957 bis 1967 mit einer Praxis in der Altonaer Straße 4 im Hansaviertel. Am 31. März 1967 gab sie, nunmehr fast neunzig Jahre alt, ihre Praxis wegen einer schweren Darmoperation auf. Sie starb 1968 kurz vor ihrem 91. Geburtstag.

## Familie
Aus Amelie Du Vinages Ehe gingen vier Töchter hervor: die Malerin Béatrice Amélie (* 14. August 1911 in Berlin-Schöneberg), die Modeatelier-Inhaberin Ruthe Renée Du Vinage (* 28. Februar 1913 in Berlin-Schöneberg), die Fotografin Gabriele du Vinage (* 9. Februar 1920 in Berlin-Wilmersdorf) sowie die Krankengymnastin Marguerite Lilli Du Vinage (* 14. Dezember 1921).

## Schriften
- Ueber Epithelcysten des Ösophagus mit zwei Abbildungen, 1907.

## Weblink
- Kurzbiographie auf der Website der Berliner Charité